# Pingüí del Cap
El pingüí del Cap (Spheniscus demersus) és un ocell marí de la família dels esfeníscids (Spheniscidae), l'únic pingüí que cria de manera regular a la costa africana. Va ser el primer pingüí vist per europeus, durant el viatge de Vasco de Gama (1497 – 1498).

## Morfologia
- És un pingüí de mitjana grandària, amb una altura de 63 – 68 cm i un pes de 2500 – 3000 gr.
- Com altres espècies de pingüins, color general per sobre negre i per sota blanc.
- Cap negre, amb una franja blanca que des de la base de la mandíbula superior passa per sobre de l'ull, corbant-se cap a baix fins a les parts inferiors blanques. Una banda negra estreta creua el pit corbant-se cap avall pels flancs.
- Bec negre travessat per una barra grisa. Potes negres amb taques grises.

## Distribució
Habita a la llarga de la costa d'Àfrica meridional, des d'Angola fins a Natal, criant en algunes illes sud-africanes.

## Alimentació
La seva dieta està formada en gran part per peixos, però també per crustacis i cucs.

## Reproducció
L'època principal de reproducció comença a mitjans de novembre o principis de desembre, però poden criar en qualsevol moment. Aquests pingüins formen colònies de cria a la llarga de la costa. Ponen 2 – 3 ous que coven alternativament els dos progenitors durant 35 – 36 dies. Els joves romanen amb els seus pares durant unes vuit setmanes.